# Élisabeth Morin-Chartier
Élisabeth Morin-Chartier (ur. 10 października 1947 w Ceaux-en-Couhé) – francuska polityk, nauczycielka, eurodeputowana. Odznaczona Legią Honorową V klasy.

## Życiorys
Uzyskała magisterium w zakresie historii starożytnej. Pracowała jako nauczycielka historii i geografii w szkołach średnich w departamencie Vienne. W 1984 mianowano ją miejskim pełnomocnikiem ds. reformy szkolnictwa ponadpodstawowego. Była później zastępcą dyrektora Centrum Dokumentacji Pedagogicznej. Zakładała filię Krajowego Centrum Nauczania Zdalnego w parku technologicznym Futuroscope, pełniła kierownicze funkcje w CNED. Prowadziła także zajęcia w Państwowej Wyższej Szkoły Pedagogicznej, szkolącej m.in. dyrektorów szkół i inspektorów w kuratoriach.
Była radną miasta Poitiers (2001–2007). Od 1998 zasiada w radzie regionalnej Poitou-Charentes. W latach 2002–2004 pełniła funkcję pełnomocniczki ministra delegowanego ds. szkolnictwa. W tym samym okresie zajmowała stanowisko przewodniczącej regionu. Po porażce centroprawicy w wyborach regionalnych, została zastąpiona przez Ségolène Royal z Partii Socjalistycznej.
W 2004 bez powodzenia kandydowała do Parlamentu Europejskiego z listy Unii na rzecz Ruchu Ludowego (przekształconej później w partię Republikanie). Została w tym samym roku powołana w skład Rady Ekonomicznej i Społecznej jako jej wiceprzewodnicząca. W 2007 objęła mandat europosłanki, który zwolniła powołana w skład rządu Roselyne Bachelot. Przystąpiła do grupy Europejskiej Partii Ludowej i Europejskich Demokratów, weszła w skład Komisji Zatrudnienia i Spraw Socjalnych. W 2009 została wybrana na kolejną kadencję, podejmując pracę w Komisji Praw Kobiet i Równouprawnienia. W 2014 z powodzeniem ubiegała się o europarlamentarną reelekcję, zasiadając w PE do 2019. W 2018 zrezygnowała z członkostwa w swoim ugrupowaniu, po czym dołączyła do ugrupowania Agir.